# Зорница Попова
Зорница Петрова Попова е българска композиторка, контрабасистка. Тя е и първата жена – член на Съюза на българските композитори. Композира поп музика. През живота си е писала песни за почти всички певци, нейни съвременници в българската поп музика.

## Биография и творчество
Завършва Българската държавна консерватория – Теоретичен факултет, специалност пиано – 1954 г. Успоредно с това учи и контрабас и още като студентка постъпва в оркестъра на ДМТ „Стефан Македонски“, където работи до 1974 г. Член е на СБК от 1985 г.
Започва да се занимава със забавна музика в средата на 60-те години на XX век. Първата ѝ композиция е оркестровата пиеса „Шега“, изпълнена от естраден оркестър на Комитета за телевизия и радио с диригент Милчо Левиев – 1964 г. Две години по-късно Кирил Семов изпълнява и първата нейна песен – „Въртележка“. Оттогава тя създава стотици песни, много от които се превръщат в шлагери (повече от 130 са издадени на грамофонни плочи от „Балкантон“).
Забележителен факт е, че 19 български певци са дебютирали с нейни песни, сред които Мария Нейкова, Мими Иванова, Доника Венкова, Георги Христов, дует „Ритон“, Веселин Маринов, Кичка Бодурова, Мария Косара.
Нейни песни са класирани на всички конкурси на фестивала „Златният Орфей“ от 1967 г. до 1994 г., но тя получава първата си награда едва през 1988 г. с песента „Отчаяние няма“, изпълнена от Георги Христов; печели I награда. След 4 години е присъдена отново първа награда за песента „Аз и ти без него“ в изпълнение на Георги Христов. Преди това сред наградените са: „Всяко начало“ (изп. Бисер Киров) – III награда на радиоконкурса „Пролет“ – 1980 г., „Днес си малко странна“ (изп. Георги Христов) – II награда през 1987 г. и I награда на слушателите за „Нещо невероятно“ – изп. Росица Кирилова и Георги Христов, „Колко радост има“ (изп. Йорданка Христова) – трета награда на „Шлагерфестивал“ в Дрезден – 1979 г., „Песен за стария моряк“ – първа награда – 1987 г. и „Моряшка любов“ (изп. Георги Христов) – награда на Съюза на българските композитори (СБК) на конкурса „Песни за морето, Бургас и неговите трудови хора“ – 1985 г. „Слънцето е в моите коси“ (изп. Мими Иванова и Развигор Попов) е обявена за „Мелодия на годината“ в едноименния телевизионен конкурс през 1976 г. През 1985 г. Попова е удостоена с награда за цялостно творчество от СБК.
Създава песни по поръчка на Радио „Берлин“ по немски текстове на Д. Шнайдер и Х. Хофман (изпълнители са български певци). Постоянен член е на журито на конкурса „Песни за морето“ в Рощок, Германия. По-голяма част от песните ѝ са създадени в сътрудничество с поета Йордан Янков. През 1984 г. печели втора награда на „Златният Орфей“ с песента „Обич без милост“, трета награда на фестивала в Кавън, Ирландия, получава за „Страх от любов“. И двете песни са изпълнени от Ивелина Балчева.
Умира на 2 юни 1994 г. след боледуване. Месец след смъртта ѝ признателните изпълнители организират концерт в нейна памет под наслов „Вик за близост“ (по едноименния шлагер на Росица Кирилова и Нели Рангелова). Ивелина Балчева ѝ посвещава албума си „Зорница“ през 1995 г., Мария Косара – дебютния си албум „Най-доброто вино“ – 1995 г., а Кичка Бодурова – песента „Една звезда“ – 1996 г. През 2011 г. излизат два компактдиска с песни по музика на Зорница Попова и текстове на Йордан Янков: „20 златни български хита – 5“ и „20 златни български хита – 6“.

## Дискография

### Малки плочи
- 1973 – „Песни от Зорница Попова“[4]
(EP, Балкантон – ВТМ 6535)
- 1974 – „Емилия Маркова“[5]
(SP, Балкантон – ВТК 3099)
- 1975 – „Йорданка Христова и Боян Иванов“[6]
(SP, Балкантон – ВТК 3242)
- 1978 – „Слънцето е в моите коси“/ „Мечо Пух“[7]
(SP, Балкантон – ВТК 3437)
- 1978 – „Цветан Панков“[8]
(SP, Балкантон – ВТК 3464)
- 1990 – „Снежина Темелкова“[9]
(SP, Балкантон – ВТК 3979)

### Дългосвирещи плочи
- 1984 – „Зорница Попова. Избрани песни“[10]
(Балкантон ‎– ВТА 11306)
- 1989 – „Зорница Попова. Избрани песни“[11]
(Балкантон ‎– ВТА 12375)

### Аудиокасети
- 1993 – „Честни сини очи“[12]
 (Балкантон – ВТМС 7616)

### Компактдискове
- 2010 – „20 златни български хита 5“
- 2010 – „20 златни български хита 6“

## Хитове на Зорница Попова
- Боса по асфалта (1986) – Росица Кирилова,
т. Йордан Янков
- Има шанс, няма шанс (1987) – Росица Кирилова,
т. Йордан Янков
- Кажи, че ме обичаш (1983) – Кичка Бодурова,
т. Йордан Янков
- Ваза с цветя (1985) – Кичка Бодурова,
т. Йордан Янков
- Огън за двама (1980) – Лили Иванова,
т. Йордан Янков
- Не ми отнемай всичко (1982) – Лили Иванова,
т. Йордан Янков
- Не знам дали си ти (1983) – Лили Иванова и Асен Гаргов,
т. Йордан Янков
- Слънцето е в моите коси (1978) – Мими Иванова,
т. Йордан Янков
- Мечо Пух (1978) – Мими Иванова,
т. Йордан Янков
- Скрито-покрито (1989) – Братя Аргирови,
т. Йордан Янков
- Нещо невероятно (1988) – Георги Христов и Росица Кирилова,
т. Георги Начев
- Колко радост има (1975) – Йорданка Христова,
т. Димитър Ценов
- Моят рожден ден (1972) – Мария Нейкова,
т. Димитър Ценов
- Сбогом (1973) – Доника Венкова,
т. Димитър Ценов
- И още нещо (1983) – Тоника СВ,
т. Йордан Янков
- Дон Кихот и Дулсинея (1987) – дует Ритон,
т. Йордан Янков
- Между не и да (1982) – дует Ритон,
т. Йордан Янков
- Джалма (1994) – дует Ритон,
т. Живко Колев
- Гледай мен – Катя Филипова,
т. Йордан Янков
- Точно навреме идваш (1989) – Катя Филипова,
т. Йордан Янков
- Твоите вечни въпроси (1980) – Катя Филипова,
т. Йордан Янков
- Колко радост има (1975) – Йорданка Христова,
т. Димитър Ценов
- Нощен експрес (1985) – група Кукери,
т. Йордан Янков
- Песен за стария моряк (1987) – Георги Христов,
т. Йордан Янков
- Приеми ме такава (1983) – Мими Иванова,
т. Йордан Янков
- Съдба (1981) – Стефка Берова и Йордан Марчинков,
т. Надежда Захариева
- Странници (1979) – Стефка Берова и Йордан Марчинков,
т. Жива Кюлджиева
- Дай ми от своя сън назаем (1986) – Мустафа Чаушев,
т. Йордан Янков
- Един чадър и една усмивка (1986) – Мустафа Чаушев,
т. Йордан Янков
- Вечерна Боса Нова (1971) – Емилия Маркова,
т. Йордан Янков
- Почакай, мамо (1978) – Цветан Панков,
т. Йордан Янков

## Певци и групи, изпълнявали песни по нейна музика
- Ани Павлова
- Богдана Карадочева
- Емил Димитров
- Венета Рангелова
- Диана Дафова
- Диди Господинова
- Евгени Душанов
- Силвия Кацарова
- LZ
- ЕО
- Жулиен Александров
- Деян Неделчев
- група Импулс
- група Златни струни
- Маргарита Горанова
- Ани Върбанова
- Маргрет Николова
- Мария Грънчарова
- Михаил Белчев
- Михаил Йончев
- Светла Стоева
- Петър Чернев
- Мустафа Чаушев
- Орлин Горанов
- Кристина Димитрова
- Снежина Темелкова
- Спринт
- Стил
- Стефка Оникян
- Маргарита Хранова
- Роксана Белева
- Росица Борджиева
- Росица Ганева
- Румяна Коцева
- Паша Христова
- Паралел 42
- Петя Буюклиева
- Фактор
- Тони Томова
- Тоника СВ
- Трамвай номер 5
- трио Трик
- Ангел Тодоров
- Ани Богданова
- Георги Кордов
- Диана Александрова
- Емилия Кирова
- Иван Цачев
- Лили Рангелова
- Маргит Попова
- Събина Тянкова
- дует Шанс
- Сребърни звезди

## Памет
- През 2011 г. в Сан Диего, Калифорния е създадена фондация „Зорница Попова“.
- През 2017 г. Иван Георгиев пише книгата „Вик за близост. Звездите за своята Зорница“, която е сборник с интервюта и разкази на певци и изпълнители за Зорница Попова и създаването на едни от най-знаменитите ѝ хитове.[1][13]